# Alcis divisaria
Alcis divisaria là một loài bướm đêm trong họ Geometridae.